# Humberto Parada
Humberto Parada Berger (Victoria, 23 de mayo de 1905-ibíd, 1 de noviembre de 1954) fue un abogado, agricultor y político chileno, miembro del Partido Demócrata. Se desempeñó como diputado de la República, y como ministro de Justicia durante el gobierno del presidente radical Gabriel González Videla entre 1950 y 1952.

## Familia y estudios
Nació en la comuna chilena de Victoria el 23 de mayo de 1905, hijo de José Miguel Parada y de Luisa Berger. Realizó sus estudios primarios en el Liceo de su lugar natal y los secundarios en el Instituto Nacional de Santiago. Continuó los superiores en la Escuela de Derecho de la Universidad de Chile. Juró como abogado el 21 de octubre de 1930.
Se desempeñó como agricultor, fue poseedor de 525 hectáreas en varios predios rurales, además, contó con derechos en el fundo "La Estrella" en la comuna de Victoria. En otras áreas, fue inspector del Instituto Nacional y procurador del Juzgado de Indios de Victoria.
Se casó el 17 de noviembre de 1937 con María Donze Schemeider, con quien tuvo dos hijos.

## Carrera política
En el ámbito político, militó en el Partido Demócrata. Fue vocal de la Junta de Vecinos de Victoria, entre 1933 y 1935; desempeñandose como regidor de la misma comuna entre ese último año y 1937.
En las elecciones parlamentarias de 1937, fue elegido como diputado por la 20.ª Agrupación Departamental (correspondiente a los departamentos de Traiguén, Victoria y Lautaro), por el período legislativo 1937-1941. En su gestión integró las comisiones de Constitución, Legislación y Justicia; y Relaciones Exteriores. Fue autor de varios proyectos de leyes, entre ellos, el que confiere igualdad de derechos políticos y civiles a ambos sexos; fijación de la renta de arrendamiento en un 7% anual sobre la tasación fiscal; establecimiento del Estanco del Estado para las materias de primera necesidad; supresión de pagos de matrículas y otros gravámenes en la enseñanza pública, desayuno y almuerzo obligatorio en las escuelas públicas.
De manera posterior, fue nombrado ministro de Justicia por el presidente radical Gabriel González Videla, cargo que ejerció entre el 26 de junio de 1950 y el 29 de julio de 1952.
Falleció en Victoria el 1 de noviembre de 1954, a los 49 años.